# Nationalpark Norra Kvill
Norra Kvill ist ein schwedischer Nationalpark auf dem Gebiet der Gemeinde Vimmerby, der aus einem urwaldartigen Nadelwald im Hochland von Småland besteht.
Seit über 150 Jahren wurde hier kein Baum mehr gefällt, manche Kiefern sind 350 Jahre alt, 35 Meter hoch und haben einen Umfang von 2,50 Metern. Der wildnisartige Charakter entsteht durch umgefallene Bäume und gigantische Steinblöcke. Am Waldboden existiert eine reichhaltige Flora. Ein teilweise relativ steiler, markierter Pfad erschließt auf ca. 4 km Länge den Wald für Besucher.  Vom Berg Idhöjden, mit 230 m ü. NN die höchste Erhebung des Parkes, hat man eine weite Aussicht über das Gebiet. Südlich des Nationalparks befindet sich die dickste Eiche Europas, die Rumskullaeken (auch Kvilleken genannt).
Der Park wurde 1927 eingerichtet; 1994 wurde die Fläche von 27 auf 114 ha erweitert.

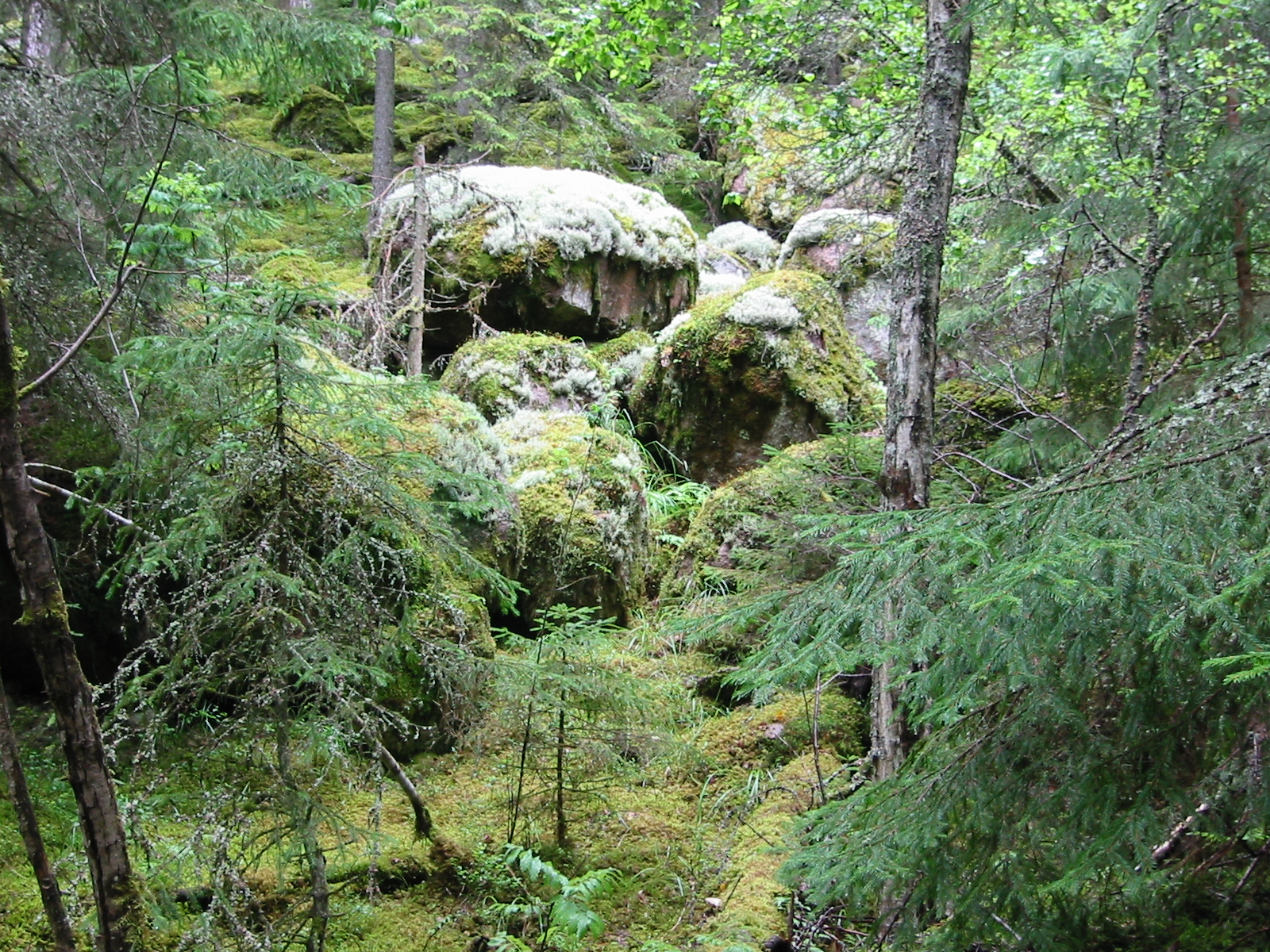
Moosbewachsene Steine
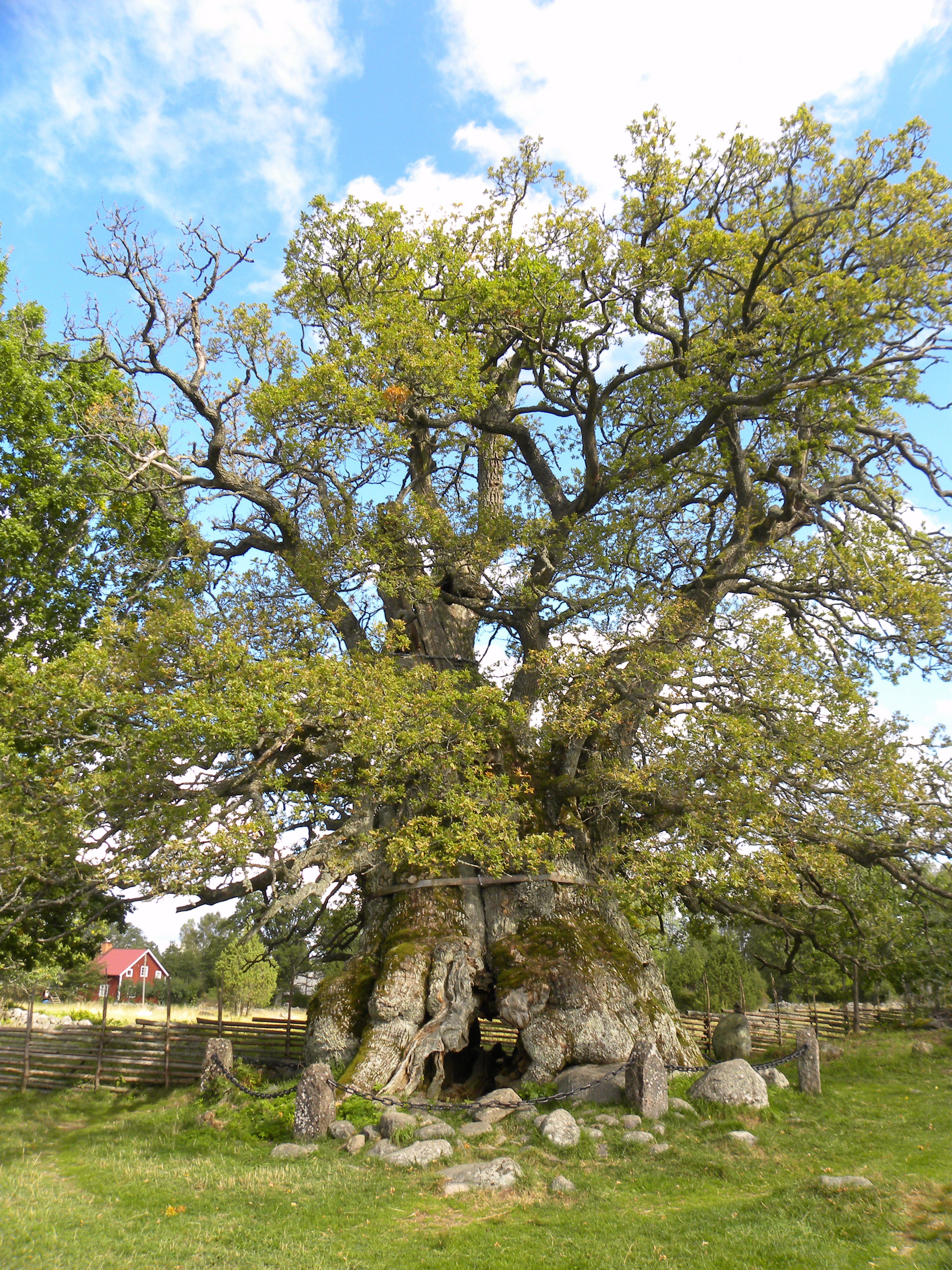
Rumskullaeken
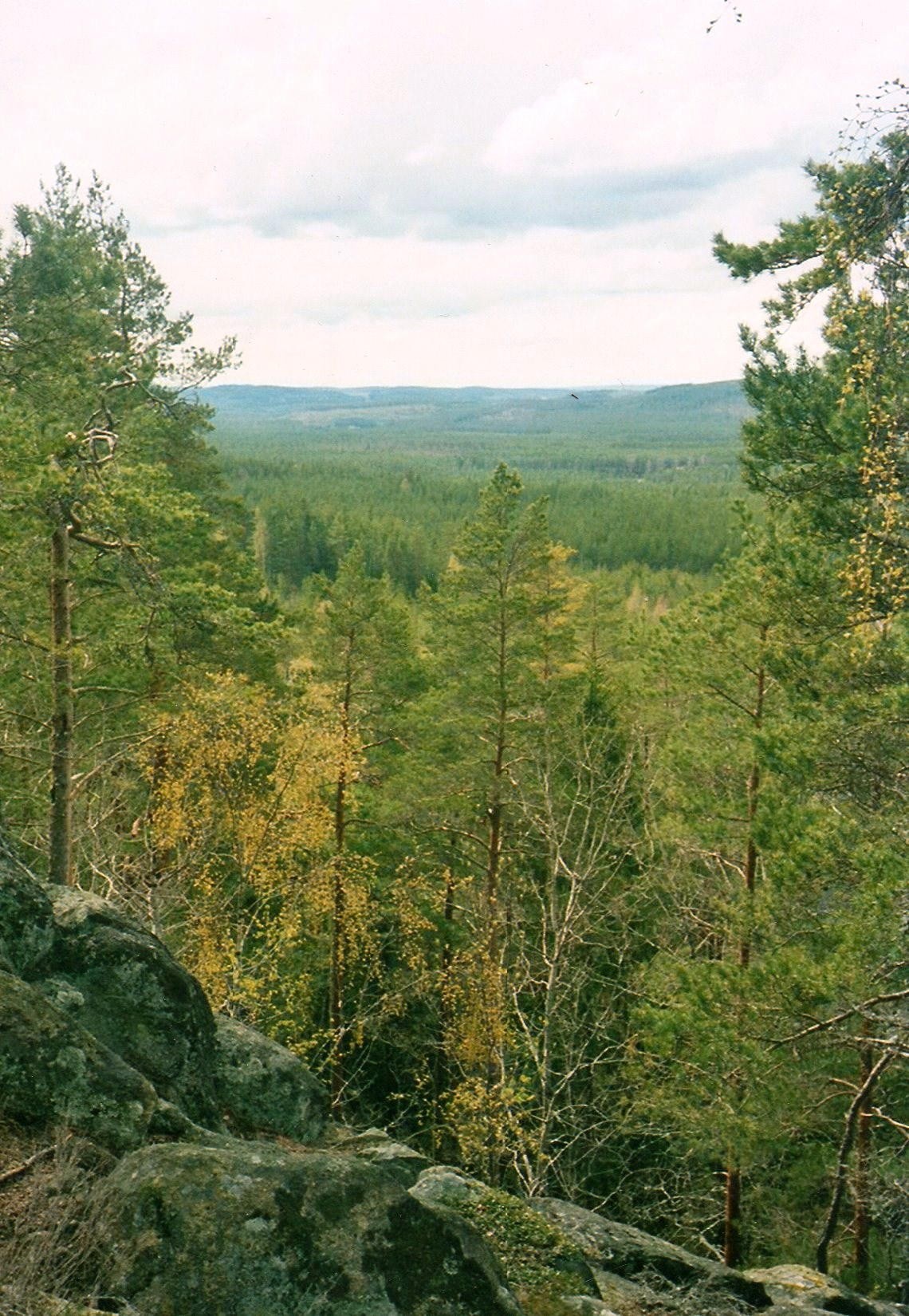
Blick über den Nationalpark